# Ахмет-паша
Ахмет-паша (тур. Ahmet Paşa, Ahmat Paşa; ок. 1426, предположительно Эдирне — после 1496/7, Бурса) — османский политический деятель и поэт, один из самых известных османских поэтов второй половины XV века. Ему приписывают заложение основ османского литературного языка и создание поэтической школы, современники называли Ахмета «султаном поэтов».
Ахмет-паша происходил из чиновничьей турецкой семьи, по семейным преданиям берущей корни от пророка Мухаммеда. Благодаря своим личным качествам Ахмет был мусахибом (компаньоном) Мехмеда II, и потерял расположение султана после тёмной истории, связанной с ичогланом (пажом), фаворитом султана. По легендам Ахмет сохранил жизнь, написав султану «Касыду о помиловании».
В поздние годы Ахмет стал первым из османских поэтов, написавших назире (поэтические ответы) на газели Алишера Навои.

## Биография

### Происхождение
Отцом Ахмета был кадиаскер султана Мурада II, Велиюддин бин Ильяс, который утверждал, что произошёл от пророка Мухаммеда через Хасана, сына Али. Современники знали Ахмета под именем Велиюддиноглу, историки османской поэзии Латифи Челеби (1491—1582) и Риязи (1572/3—1644) называли его Бурсалы, но неясно, считали они его уроженцем Бурсы или же связывали имя Ахмета с Бурсой, поскольку поэт жил и умер в этом городе. Османские поэты Шехи-бей (ум. 1548/49) и Белиги (умер во время правления Сулеймана I) называли местом рождения Ахмета Эдирне. Историк Ахмет Ташкопрюлюзаде (1495—1561) и поэт Ашик Челеби (1520—1572) ничего не писали о месте рождения Ахмета. Современные историки считают его уроженцем Эдирне, долгие годы жившем в Бурсе.

### Ранние годы
Первое упоминание о поэте относится к моменту, когда он после завершения образования получил должность мюдерриса (профессора). Произошло это благодаря положению отца Ахмета, назначен поэт был в Бурсу, в медресе при мечети, основанной Мурадом II. В 1451 году он перешёл в Эдирне на место Моллы Хюсрева, получив должность кади города. Современники писали об Ахмете как об очаровательном собеседнике с хорошим чувством юмора. Эти качества были замечены шехзаде Мехмедом, поэтому не удивительно, что вскоре после того, как Мехмед II унаследовал трон, Ахмет стал его музахиббом (компаньоном) и наставником. Султан дал любимцу должность кадиаскера, звание паши и впоследствии даже должность визиря. Во время осады Константинополя Ахмет был рядом с султаном и повышал дух османских солдат, за что поэт Шехи-бей назвал его «муфтием сипахов». Однако вскоре произошло событие, исключившее поэта из свиты султана и чуть не стоившее поэту жизни.

### Опала и версии её причины
О причине опалы большинство историков писало уклончиво или иносказательно:
- Согласно Латифи Челеби[англ.] (1491—1582), автору антологии османской поэзии, среди юных пажей дворца был один, чья грация и красота привлекали поэта. По версии Латифи, этот юноша совершил какую-то ошибку, из-за которой султан велел заковать его в кандалы. Когда Ахмет узнал об этом, он написал горестный катрен[7]. Султану эту новость преподнесли так, что Ахмет злоупотребил предоставленными ему привилегиями, критикуя право Мехмеда наказывать рабов[9].
- Ташкопрюзаде[тур.] (1495 −1561) не уточнял подробностей истории попадания Ахмета в немилость, а просто называл её «личным делом». Однако описание историка комплиментарно, он подчёркивал достойный характер поэта и старался доказать, что обвинения в безнравственности, выдвинутые против него, ложны. Саад-эд-дин (1536/7—1599) придерживался версии Ташкопрюзаде и отстаивал невиновность Ахмета в том, в чём его обвиняли[10].
- Согласно рассказу Ашика Челеби (1520—1572), который Шехи-бей[англ.] (ум. 1548/49) считал ошибочным, завистники, обнаружив восхищение Ахмета юным пажом, представили это султану в клеветническом и скандальном виде. Чтобы проверить истинность этого обвинения, Мехмед приказал остричь (или спрятать под головным убором) красивые волосы юноши и отправить его с бокалом шербета Ахмету, принимавшему ванну. Идея проверки состояла в том, что поэт, увидев любимца остриженным, выдаст свои истинные чувства. Когда только Ахмет увидел мальчика без локонов, он сочинил куплет[11].
- Кыналызаде Хасан Челеби (около 1546—1604), сын Али Челеби[англ.] (1510/11?—1572), привёл свою версию инцидента, близкую к рассказу Ашика Челеби. Хасан писал, что он нашёл запись своего покойного отца, который сообщал, что завистники Ахмета заметили привязанность поэта к одному из пажей и донесли об этом султану, а Мехмед для проверки доноса заставил юношу спрятать волосы под шапкой, чтобы Ахмет от неожиданности выдал свои чувства[12].
- Описание этой истории у Риязи[англ.] (1572/3 −1644) демонстрирует развитие сюжета с использованием рассказа как Латифи, так и Ашика Челеби. Согласно этой расширенной версии султан отправился на охоту, и в его свите были и паж-фаворит, и Ахмет. Неожиданно из-под копыт лошади отлетела грязь и запачкала щёку мальчика, после чего поэт пробормотал слова из Корана: «если бы я был этой пылью!» Это и вызвало подозрения султана[13].
- Э. Гибб[англ.] писал, что из всех рассказов можно сделать вывод, что Ахмет восхищался одним из имперских пажей, это было обнаружено его соперниками при дворе и представлено султану в худшем свете, что султан убедился в истинности обвинения и немедленно изгнал поэта из своего окружения[14].
- По мнению турецкого историка литературы Г. Кута[тур.], привязанность султана к Ахмету-паше вызывала зависть и ревность других приближённых султана, которые оклеветали поэта[2].
- Х. Иналджик писал, что немилость султана была вызвана «предположительно любовным романом с фаворитом султана, но, возможно, просто хорошо известной капризностью султана»[3].

Так или иначе, но, рассердившись на Ахмета, султан приказал немедленно заключить поэта в Едикуле (согласно Латифи), или заключить в одной из комнат дворцовой стражи (тур. kapıcılar odası, согласно Ашику Челеби).
Находясь в заключении, Ахмет сочинил и послал султану поэму, которая впоследствии прославилась под названием «Касыда о помиловании». Биографы поэта цитируют её:

О! Капля из океана твоей милости — главная благодать.

Из твоих рук как их облаков проливается дождь благодати.

И если раб поступил неправильно, разве есть зло, если Царь Царей простит?

Были ли мои две руки покрыты кровью, милость смыла бы их.

Что это за милость, которая не прощает грех.

Что это за грех который не может быть прощен милостью.

Вода не топит, оно впитывает то, что само по себе тонет

А потому, что может лишить меня благодати?

По словам Ашика Челеби, подробно описавшего события, султан даже хотел сначала казнить Ахмета, но после прочтения касыды, которая якобы потрясла султана, помиловал поэта. По словам Латифи, султан сказал, что красноречие Ахмета так убедительно, что ни один правитель не сможет причинить ему вред. В итоге Ахмет был помилован, но отослан от двора в Бурсу на небольшую должность.

### Последние годы
Ахмет получил незначительную должность управляющего (mutevelli) нескольких вакуфов султана Орхана с зарплатой в тридцать акче в день, что практически означало ссылку. Со временем к этой должности добавилась должность управителя вакуфа Султана Эмира, известного врача и святого. Вскоре после этого Ахмет получил повышение — должность санджакбея Эскишехира, что Ашик Челеби и Хасан Кыналызаде приписывали заступничеству усопшего святого. В 1481 году, уже после смерти Мехмеда II, его сын султан Баязид II назначил Ахмета санджакбеем в старую столицу — Бурсу. В этой должности поэт пребывал до своей смерти. Он не переставал сожалеть о своей опале, но не упускал возможности украсить свою жизнь в Бурсе, проводя свободное время в обществе поэтов и выезжая каждый сезон в долины в горах для развлечений. Однако он не забывал и об управлении городом. На свои средства напротив мечети Мурада II он построил медресе, мюдеррисами в котором были по очереди философ Кыналызаде Али Челеби и его сын, историк Хасан. Согласно сообщению Саад-эд-дина (1536/7 — 1599), Ахмет был в свите Синана-паши, бейлербея Анатолии, в битве при Агаджари против мамлюков 17 августа 1488 года.
Ашик Челеби и Хасан Кыналызаде сообщали, что, когда Ахмет проживал в Бурсе, Баязиду II прислали 33 газели Алишера Навои. Вероятно, это были первые стихотворения Навои, попавшие в Османскую империю. Баязид переслал стихи Ахмету с заданием написать поэтические ответы (назире) к каждому из них, что Ахмет и сделал. Последние упоминания об Ахмете относятся к 1496 году, поэтому годом смерти считается 1496 или 1497. Поэт похоронен в тюрбе, примыкающем к мечети Мурада II.

## Семья
Ашик Челеби записал сведения, сообщённые ему племянником Ахмета, Назиром-челеби. По словам Назира Мехмед II подарил Ахмету рабыню по имени Тути-кадын («Дама Попугай»), и дал ей в приданое деревню Этмекджи возле Эдирне. Вероятно, Ахмет заключил с Тути брак. Тути-кадын родила Ахмету его единственного ребёнка, дочь, умершую в 7 или 8 лет. После смерти дочери Ахмет отказался от контактов с женщинами.

## Творчество

### Труды
Согласно поэту Шехи-бею первым учителем Ахмета в стихосложении был малоизвестный поэт того времени Мелихи. В плане звучания стиха образцами для Ахмета стали ранние персидские поэты-лирики и, в частности, Хафиз, однако в дальнейшем он ознакомился с творчеством Алишера Навои, что в корне изменило стиль Ахмета. Он был первым из османских поэтов, кто «изучил и воспроизвел методы Навои». Более всего Ахмет прославился своими касыдами («Касыда о дворце» — одно из первых произведений о новой столице, «Солнечная касыда» посвящена восшествию на престол нового султана, «Касыда о помиловании»), анакреонтическими газелями и написанными примерно в 1481 году назире (поэтические ответы) на газели Алишера Навои.
Диван Ахмета-паши является связующим звеном между двумя периодами развития османской поэзии. В диване Ахмета собраны 40 касыд, 351 газель, 2 терджибенда, 1 теркибибенд , 1 мурабба (в восточной классической поэзии стихотворная форма, состоящая из четверостиший. Последние строки каждой строфы связаны одной сквозной рифмой), 48 кыт, 47 мюфреда (müfred). Ахмет-паша практически не оставил месневи, он был по сути лирическим поэтом. В стиле месневи есть лишь три стиха, не превышающие в совокупности 154 бейтов. Есть 9 арабских и 28 персидских стиха.

### Критика
Источники указывают, что Ахмет-паша был умным, остроумным, тонким человеком. Отличие Ахмета от современных ему поэтов — Ахмеди, Сулеймана-челеби и Языджи-оглу — в том, что он писал по-настоящему художественные стихи. История именно османской поэзии начинается с него. Поэты, писавшие до него, писали на одном из множества родственных диалектов; у них не было последователей, и их стихи не повлияли на последующих поэтов. Поэзия Ахмета ничего у них не позаимствовала. Сам же Ахмет основал школу, он открыл целый период развития османской поэзии, характеризующийся внедрением в стиль персидских канонов: все последующие лирические поэты вплоть до Бакы (ум. 1600) писали в манере, заложенной Ахметом. Многие из них превзошли его, но они не отклонились от заложенного им пути. По словам И. Боролиной, «лирика Ахмета-паши — явление знаменательное. Она насквозь пронизана жизнерадостным ощущением бытия, вдохновлена земными страстями. Славя красоту земную, дающую наслаждение, он утверждает право на обладание этой красотой. Система суфийской символики разрушается — образы десимволизируются и воспринимаются в их реальном содержании». Литературоведы отмечают в языке поэта соединение двух противоположных тенденций: с одной стороны, язык стихов сближается с народной речью и песенной фольклорной традицией, с другой стороны, в стихах присутствует языковая усложнённость. По мнению И. Боролиной, это вызвано желанием показать, что складывавшийся веками в персидской литературе стиль с тропами, метафорами, ритмическим строением стиха, может быть воспроизведён и средствами тюркского языка. В касыдах и газелях Ахмет достиг более высокого уровня элегантности и утончённости, чем любой другой современный или более ранний поэт западно-турецкого диалекта. Назире на газели Навои по мнению историков литературы составили лучшие страницы дивана Ахмета.
Вместе с тем, в других областях, не касающихся языка, Ахмет уступал современникам. У него меньше универсальности, чем у Ахмеди, меньше вдохновения, чем у Насими. По словам историка А. Д. Новичева стихи Ахмета хотя и ценны тем, что написаны на османо-турецком языке, но мало оригинальны по содержанию. Его часто упрекают в подражательстве Хафизу. Первым указал на отсутствие оригинального содержания в поэзии Ахмета Таджизаде Джафер Челеби (1459—1515). В почти полном отсутствии такового видел главный недостаток и Э. Гибб.

### Признание
Ахмет-паша был единственным из крупных бюрократов империи, который достиг такого уровня признания как поэт, и стал «самым выдающимся османским поэтом своего времени». Его творчество и вклад в развитие турецкой литературы признавался уже его современниками. Они называли Ахмета «султаном поэтов» (тур. sultanü’ş-şu'ara), «соорудившим в Руме здание османской поэзии». Латифи Челеби называл Ахмета «величайшим из поэтов Рума», «одевшим поэзию в красивые персидские одежды». Ашик Челеби и Кыналызаде Хасан Челеби, жившие в то время, когда в поэзии господствовал введённый Ахметом стиль, признавали значение поэзии Ахмета. Ашик отмечал, что Ахмет всеми считается «первым среди поэтов Рума», более значительным, чем все предшественники, придавшим изящество и силу турецкой поэзии. Риязи, писавший уже тогда, когда стиль Ахмета ушёл в прошлое (в начале третьего периода), писал, что Ахмет был первым, кто «придал форму турецкой поэзии». Поэт начала четвёртого периода, Белиги, писал, что Ахмет был первым, кто украсил турецкую поэзию завораживающим языком. Зия-паша, составивший в XIX веке антологию османской поэзии, признал за Ахметом право считаться первым из тех, кто заложил основы турецкого литературного языка. Таким образом, османские критики всех периодов рассматривали Ахмет-пашу как истинного основателя османской поэзии, поскольку он был первым, кто писал художественные стихи на османском диалекте, и первым, кто создал школу среди западных тюрков. По словам историка Х. Иналджика, Ахмет был самым важным поэтом в истории османской поэзии после Шейхи (ок. 1373 — ок. 1431) до Неджати (ум. 1509). Ахмет-паша был признан величайшим поэтом своего времени и ему подражали многие поэты конца XV и начала XVI веков; его влияние было заметно даже после того, как его поэзия утратила своё доминирующее положение из-за новых тенденций.
По мнению литературоведов, творчество Ахмета-паши «открывает так называемый золотой век турецкой поэзии». Согласно Боролиной И., Ахмет-паша был первым поэтом, в творчестве которого «ярко обнаружило себя возрожденческое начало». Ахмет-паша был первым из придворных поэтов, использовавшим фольклорные поэтические формы. Э. Гибб считал Ахмета-пашу «выдающейся фигурой в османской поэзии», сыгравшей заметную роль в формировании традиций османского стихосложения. По мнению Гибба, «большая доля чести открытия второго периода османской поэзии», в течение которого османские поэты следовали литературным образцам «звёзд Герата», принадлежит Ахмету-паше. Благодаря Ахмету османский диалект был признан литературным языком. Согласно Британской энциклопедии «мелодичные стихи в его диване оказали сильное влияние на поздних османских классических поэтов, обеспечив ему важное место в истории турецкой литературы».
Диван Ахмета-паши был опубликован в 1966 году.